# (1946) Walraven
(1946) Walraven es un asteroide perteneciente al cinturón de asteroides descubierto por Hendrik van Gent desde la estación meridional de Leiden en Johannesburgo, República Sudaficana, el 8 de agosto de 1931.

## Designación y nombre
Walraven se designó inicialmente como 1931 PH.
Más adelante fue nombrado en honor del astrónomo neerlandés Theodore Walraven (1916-2008).

## Características orbitales
Walraven orbita a una distancia media del Sol de 2,293 ua, pudiendo acercarse hasta 1,753 ua y alejarse hasta 2,834 ua. Su excentricidad es 0,2357 y la inclinación orbital 8,163°. Emplea 1269 días en completar una órbita alrededor del Sol.